# Clypeodytes jaechi
Clypeodytes jaechi är en skalbaggsart som beskrevs av Wewalka och Olof Biström 1987. Clypeodytes jaechi ingår i släktet Clypeodytes och familjen dykare. Inga underarter finns listade i Catalogue of Life.